# Jómsvíkinga saga
Die altnordische Jómsvíkinga saga berichtet vom Entstehen der, oft als Männerbund bezeichneten, Gemeinschaft der Jomswikinger (altnd. Jómsvíkingar) und deren vermeintlichen Einfluss auf die norwegische und dänische Geschichte zur Zeit Harald Blauzahns und Olaf Tryggvasons.

## Inhalt

### Allgemein
Die Jómsvíkinga saga „besteht aus zwei Abschnitten (þættir)“, wobei der erste þáttr hauptsächlich die Geschichte der dänischen Könige von Gormr dem Alten bis zu König Haraldr Gormsson und die Verbindungen zum norwegischen Königshaus behandelt. Der zweite þáttr behandelt die Geschichte der Jomswikinger und deren „heroische[s] Sterben in der Schlacht von Hjörungavágr“ (siehe auch Schlacht bei Hjørungavåg).

### Pálna-Tóki
Zur Zeit, als Haraldr König von Dänemark ist, lebt in Fyn ein Mann namens Tóki, der bei allen in der Umgebung sehr beliebt ist. Er hat drei Söhne, den unehelichen Fjölnir und die beiden ehelichen Áki und Pálnir. Als Tóki stirbt, fordert Fjölnir, dass seine Halbbrüder ihm etwas vom Erbe des Vaters abgeben, woraufhin Áki und Pálnir ihm ein Drittel der Güter, aber nichts vom Land anbieten. Fjölnir ist das zu wenig, denn er sieht sich als vollwertigen Erben an, und geht an den Hof König Haraldrs und wird sein Berater. Seinen Bruder Áki, der zu der Zeit einer der beliebtesten und respektiertesten Männer in Dänemark war, auch wenn er nicht von hoher Geburt war, begann Fjölnir vor dem König schlecht zu machen und redete Haraldr ein, dass er niemals Alleinherrscher über Dänemark sein könne, so lange Áki noch lebe.
Daraufhin schickt König Haraldr im Sommer zehn Schiffe und sechshundert Mann nach Fyn, damit sie Áki bei seiner Rückkehr aus Gautland abfangen und töten. Áki ist auf diesen Angriff natürlich nicht vorbereitet und stirbt bei diesem Überfall. Als Pálnir die Nachricht von Ákis Tod erhält, wird er krank und fragt seinen Ziehbruder Sigurðr um Rat, wie er denn den Tod seines Bruders an einem König rächen solle. Sigurðr rät ihm, er solle Ingibjörg, die Tochter von Jarl Óttar, einem guten Freund Ákis, heiraten, und so geschieht es dann auch.
Pálnir und Ingibjörg bekommen einen Sohn, der Pálna-Tóki heißt. Als Pálna-Tóki gerade das Mannesalter erreicht, stirbt sein Vater und er übernimmt mit seiner Mutter alle wichtigen Aufgaben. Pálna-Tóki fährt im Sommer auf Wiking und wird ein berühmter Mann, der in seinem ganzen Verhalten seinem Onkel Áki ähnelt.
Während einer Heerfahrt in Wales hält Pálna-Tóki um die Hand Álofs, der Tochter des Jarls Stefnir, an und heiratet sie. Im folgenden Frühjahr fährt er mit seiner Frau zurück nach Dänemark.
Als König Haraldr eine Reise durch Dänemark macht, richtet Pálna-Tóki ihm ein Fest aus, und während der Zeit, die Haraldr bei Pálna-Tóki verbringt, hat er Saum-Æsa zur Bediensteten und schwängert diese. Saum-Æsa bringt einen Sohn zur Welt, der Sveinn heißt und bei Pálna-Tóki aufwächst.
Als Sveinn drei Jahre alt ist, ist König Haraldr wieder Gast auf einem Fest bei Pálna-Tóki, und Saum-Æsa sagt ihm, dass er der Vater des Jungen ist, doch der König bestreitet dieses. Pálna-Tóki und König Haraldr zerstreiten sich deswegen, der König verlässt das Fest ohne Geschenke und die Beziehungen zwischen ihm und Pálna-Tóki werden sehr angespannt. Kurz nach diesem Geschehen gebiert Álof ihren und Pálna-Tókis Sohn Áki.

### König Haraldr stirbt
Im Alter von fünfzehn Jahren schickt Pálna-Tóki seinen Ziehsohn Sveinn zu dessen Vater König Haraldr, damit dieser endlich die Vaterschaft anerkennt. Sveinn tut dies, doch König Haraldr weigert sich nach wie vor und Sveinn erpresst einige Schiffe und Besatzung von Haraldr. Den Sommer über heert Sveinn im ganzen Reich seines Vaters und verbringt den Winter bei Pálna-Tóki. Im darauf folgenden Frühjahr versucht Sveinn wieder den König dazu zu bringen die Vaterschaft anzuerkennen, doch es geht genauso wie beim ersten Zusammentreffen aus, Sveinn erhält diesmal doppelt so viele Schiffe von Haraldr und wütet wieder den ganzen Sommer in seines Vaters Königreich. Auch diesen Winter verbringt er bei Pálna-Tóki und versucht im Frühjahr mit seinem Vater zu reden, der wieder die Vaterschaft nicht anerkennen will. Sveinn ist so erbost, dass er seinen Vater zum Kampf herausfordert. Er plündert und tötet schlimmer denn je in Dänemark und im Herbst treffen er und König Haraldr bei Bornholm aufeinander. Doch da es schon spät am Abend und dunkel ist, vertagen sie die Schlacht auf den nächsten Tag. Am selben Abend jedoch landet Pálna-Tóki und erschießt König Haraldr mit einem Pfeil, als dieser sich gerade am Feuer wärmt. Pálna-Tóki begibt sich am nächsten Morgen zu Sveinn, um mit ihm die Schlacht zu besprechen, und sie greifen das königliche Heer an. Doch noch währenddessen erfahren sie vom Tod des Königs. Pálna-Tóki stellt die Anhänger des Königs nun vor die Wahl, dass sie Sveinn als ihren neuen König akzeptieren oder kämpfen sollen. Sie akzeptieren Sveinn als neuen König von Dänemark.

### Pálna-Tóki gründet Jómsborg
Sveinn will für seinen Vater eine Trauerfeier ausrichten und lädt auch Pálna-Tóki dazu ein, der allerdings immer wieder absagt und somit dafür sorgt, dass die Trauerfeier immer wieder verschoben werden muss. Im dritten Sommer nach König Haraldrs Tod erklärt sich Pálna-Tóki endlich bereit, zur Trauerfeier zu erscheinen, doch er taucht erst bei der Feier auf, als alle schon bei Essen und Trinken zusammensitzen. Während der Feier flüstert Fjölnir König Sveinn etwas zu, woraufhin dieser verstimmt ist und den Pfeil holen lässt, mit dem sein Vater getötet wurde. Pálna-Tóki gibt zu, dass er König Haraldr erschoss, und Sveinn will ihn töten lassen, doch Pálna-Tóki schlägt Fjölnir entzwei und entkommt.
Pálna-Tóki und sein Berater Björn packen alles zusammen und fahren nach Wales, wo im folgenden Sommer Álof verstirbt. Björn wird von Pálna-Tóki als Verwalter eingesetzt, während dieser sich wieder auf Heerfahrt begibt. Im vierten Sommer nach Álofs Tod heert er in Vindland, was den dortigen König Búrisleifr sehr beunruhigt. Daraufhin lädt er Pálna-Tóki zu sich ein und bietet ihm seine Freundschaft an, die Pálna-Tóki auch annimmt und Búrisleifr schenkt ihm einen Teil seines Landes, der Jóm heißt. Pálna-Tóki gründet dort an der Ostseeküste die Festung Jómsborg und lebt dort mit seinem Gefolge in einer Gemeinschaft, die strengen Regeln unterliegt. So heißt es,

„[…] at þangat skyldi engi maðr ráðask sá er ellri væri en fimtugr, ok engi yngri en átján vetra; þar á meðal skyldu allir vera. Hvárki skyldi ví ráða frændsemi, þó at þeir menn vildi þangat ráðask er eigi væri í þeim l[ö]gum. Engi maðr skyldi þar renna fyrir jafnvígligum ok jafnbúnum. […]“

„dass kein Mann der älter als fünfzig und jünger als achtzehn war, aufgenommen werden soll; dazwischen sollen alle sein. Auch nicht die Blutsverwandtschaft solle mitsprechen, wenn diese Männer aufgenommen werden wollten, die nicht den Gesetzen entsprechen. Kein Mann solle vor einem ebenso kampfstarken und gleich gerüsteten Mann fliehen.“

### Veseti und Strút-Haraldr
In Sjóland herrscht Jarl Strút-Haraldr, dessen Söhne Sigvaldi und Þorkell nach Jómsborg fahren wollen. Auf dem Weg dorthin verwüsten sie auf Bornholm einen Teil des Besitzes von Veseti bei dem Pálna-Tókis Enkel Vagn Ákason zeitweise aufwächst.
Als Sigvaldi und Þorkell nach Jómsborg kommen, möchten sie mit den tauglichen Männern ihrer Mannschaft bei den Jomswikingern eintreten. Pálna-Tóki berät sich mit seinen Männern darüber, denn sie wissen welcher Herkunft Sigvaldi und Þorkell sind, stimmt ihrem Beitritt aber letztendlich zu.
Währenddessen begibt sich Veseti zu König Sveinn, um ihm von der Verwüstung durch Jarl Strút-Haraldrs Söhne zu berichten, und möchte den Schaden ersetzt haben. Sveinn sagt Veseti, er solle sich ruhig verhalten und gibt ihm sein Wort, dass er sich darum kümmern will, ob Haraldr bereit sei für den Schaden, den seine Söhne verschuldet haben, zu bezahlen. Daraufhin fährt Veseti zurück nach Bornholm.
König Sveinn schickt eine Nachricht an Strút-Haraldr, und dieser sucht den König auf. Als er von der Klage Vesetis hört, ist er aber nicht bereit für den Schaden aufzukommen. Sveinn gibt ihm den Rat, er solle für den Schaden einstehen.
Als Veseti und seine Söhne Búi und Sigurðr erfahren, dass Haraldr nicht bereit ist, den Schaden zu begleichen, fahren sie nach Sjóland und verwüsten einen Teil von Haraldrs Besitz. Haraldr verlangt daraufhin von König Sveinn, dass dieser nun doch einen Vergleich macht. Da Haraldr aber nicht auf Sveinns Rat gehört hatte, sieht dieser nicht ein, etwas zu unternehmen. Darauf rüstet nun Strút-Haraldr seinerseits Schiffe auf und verwüstet einen Teil von Vesetis Besitz.
Veseti begibt sich daraufhin wieder zu König Sveinn und legt diesem nahe, er solle zwischen ihm und Haraldr schlichten, denn sonst entstehe nur Unfrieden zwischen seinen Leuten und denen Haraldrs. Sveinn sagt, er werde auf dem nächsten Þing zwischen den beiden schlichten. Während des Þings stehlen Búi und Sigurðr Strút-Haraldr dessen Ehrenkleid, seinen reich mit Gold verzierten Hut und zwei Kisten mit Gold. Als König Sveinn den Vergleich zwischen den Familien anstrengt, gesteht er Búi zu, dass er die Kisten mit Gold behalten kann. Vesetis Familie soll Strút-Haraldr die Höfe ersetzen, die sie zerstört haben, dafür soll Haraldr aber seine Tochter Tófa mit Sirgurðr verheiraten.
Nach der Hochzeit will Búi nach Jómsborg fahren und den Jomswikingern beitreten, und Sigurðr fasst den Entschluss sich seinem Bruder anzuschließen, obwohl er verheiratet ist. In Jómsborg angekommen, erkennt Sigvaldi die beiden Brüder und will wissen, wie die Geschichte zwischen ihren Vätern ausgegangen ist. Búi sagt ihm, die Geschichte sei für den Moment zu lang und dass er und Sigurðr unter Pálna-Tókis Führung den Jomswikingern beitreten wollen. Nachdem sich Pálna-Tóki mit seinen Männern beraten hat, werden die beiden aufgenommen.

### Vagn wird bei den Jomswikingern aufgenommen
Im Alter von zwölf Jahren erhält Vagn von seinem Vater Áki und seinem Großvater Veseti Schiffe und eine Mannschaft, um auf Heerfahrt zu gehen. Vagn heert an der gesamten dänischen Küste und fährt dann nach Jómsborg, um bei den Jomswikingern aufgenommen zu werden. Pálna-Tóki und seine Männer stehen dem Wunsch von Vagn kritisch gegenüber, da dieser erst zwölf Jahre alt ist. Seine Verwandten würden ihn lieber zu Björn nach Wales schicken, als ihn in ihrer Mannschaft zu sehen. Vagn spricht nun direkt Sigvaldi an und fragt ihn, was er zu der ganzen Sache zu sagen habe. Sigvaldi sagt, dass er Vagn niemals aufnehmen werde. Trotz Pálna-Tókis Angebot, Vagn die Hälfte des Landes in Wales zu geben, hält Vagn weiter daran fest, dass er bei den Jomswikingern aufgenommen wird. Er fordert Sigvaldi und seine Männer zu einer Schlacht heraus, um unter Beweis zu stellen, dass sie gut daran tun, wenn sie ihn bei sich aufnehmen. Während der Schlacht, die sich in ihrem Verlauf von den Schiffen aufs Land verlagert, fallen dreißig von Sigvaldis Männern, jedoch kaum welche von Vagns Seite. Pálna-Tóki beendet die Schlacht und nimmt Vagn und seine Männer in Jómsborg auf.
Als Vagn fünfzehn Jahre alt ist, wird Pálna-Tóki krank, und er lässt nach König Búrisleifr schicken. Bei einer Unterredung rät der König ihm, Pálna-Tóki solle einen seiner Männer als Nachfolger auswählen. Seine Wahl trifft Sigvaldi, der diese Aufgabe mit Freuden annimmt.

### Sigvaldis Verrat
Sigvaldi begibt sich zu König Búrisleifr, um ihn vor die Wahl zu stellen, Sigvaldi die älteste Tochter Ástriðr zu vermählen oder dass Sigvaldi Jómsborg verlässt. Búrisleifr ist von keiner der beiden Wahlmöglichkeiten angetan und bespricht sich mit seiner Tochter. Ástriðr ist gegen eine Ehe mit Sigvaldi und stellt die Bedingung, dass er den Schaden, den König Sveinn dem Land zugefügt hat, rächen und dafür sorgen soll, dass König Sveinn zu König Búrisleifr geschafft werde, damit dieser Sveinn in der Hand habe. Sigvaldi stimmt dem zu und bricht mit seinen Männern nach Sjóland auf.
In Sjóland befindet sich König Sveinn gerade bei einem Festmahl. Sigvaldi lockt ihn unter einem Vorwand auf sein Schiff und nimmt ihn mit nach Jómsborg. Sigvaldi erzählt König Sveinn, er habe für ihn um die Hand Gunnhildrs, der Tochter König Búrisleifrs, angehalten, und Sveinn sollte Búrisleifr dafür die Zinsen erlassen. König Sveinn stimmt dem Vorhaben zu, und Sveinn und Sigvaldi feiern eine Doppelhochzeit. Am zweiten Tag des Hochzeitsgelages kommt König Sveinn jedoch der Verdacht, dass Sigvaldi ihn betrogen habe, als die Bräute unverschleiert zum Fest erscheinen, da Sigvaldi dem König versichert hatte, dass die Braut des Königs die Schönste der drei Töchter sei. Nachdem Sveinn den Plan von Sigvaldi und Búrisleifr durchschaut hat, lässt er das Fest abbrechen und fährt mit seiner Frau, den Geschenken und seinen Männern nach Hause.

### Das Gelübde der Jomswikinger
Als Jarl Strút-Haraldr stirbt, lässt König Sveinn die Nachricht an Sigvaldi und Þorkell senden, dass sie das Erbmahl zu Ehren ihres Vaters ausrichten sollen. Sigvaldi antwortet, dass Sveinn auf ihre Kosten alle Vorbereitungen treffen soll, sie kämen dann noch vor dem Wintereinbruch, um ihrem Vater die Ehre zu erweisen.
Während des Festmahls lässt König Sveinn den Jomswikingern die stärksten Getränke auftischen, um sie betrunken zu machen. Als die Jomswikinger betrunken sind, verleitet er sie dazu, Gelübde abzulegen, die zeigen sollen, dass sie den Tod in der Schlacht nicht fürchten. Alle Jomswikinger legen ein Gelübde ab und begeben sich danach ins Bett.
Als Sigvaldi am nächsten Tag aufwacht, kann er sich nicht mehr an den Schwur erinnern, dass er noch vor dem Ablauf von drei Jahren Norwegen von Jarl Hákon befreit haben will, als seine Frau Ástriðr ihm davon erzählt. Er berät sich mit ihr und begibt sich danach zu König Sveinn. Sigvaldi erbittet sich von ihm sechzig Schiffe mit Mannschaft, um direkt nach Norwegen aufzubrechen.
In Norwegen angekommen, fangen Sigvaldi und die Jomswikinger sofort an zu heeren. Ögmundr, der Weiße, kann den Jomswikingern entkommen und flieht auf den Hof Skugi, auf dem Jarl Hákon gerade ein Festmahl gibt. Er berichtet Hákon, dass die Jomswikinger in Norwegen gelandet sind.
Jarl Hákon schickt sofort Leute aus, um alle verfügbaren Männer zum Kampf zusammenzutreiben. In Hjörungavágr versammelt er seine Männer und sie beginnen einen Schlachtplan auszuarbeiten. Zur gleichen Zeit heeren sich die Jomswikinger von Süden her in Richtung Hjörungavágr. Als Vagn mit einer Skeið zur Insel Höð fährt, trifft er auf einen Hirten, der ihm von Jarl Hákons Kampfvorbereitungen in Hjörungavágr erzählt. Vagn nimmt den Mann mit, damit er den Jomswikingern den Weg nach Hjörungavágr zeigt.

### Die Schlacht in Hjörungavágr
Als die Jomswikinger in Hjörungavágr ankommen, sehen sie, dass die ganze Bucht mit Schiffen bedeckt ist und nehmen sogleich Schlachtformation an. Während der Schlacht fügen beide Mannschaften den Gegnern viel Schaden zu, aber bei keiner Seite will sich der Sieg einstellen. Während einer Pause im Kampf, geht Jarl Hákon an Land und betet zu Þorgerðr Hölgabrúðr, doch wird nicht erhört. Hákon bietet ihr alle möglich Opfer an, doch keines scheint seiner Schutzgöttin zuzusagen. Erst als er ihr seinen siebenjährigen Sohn zum Opfer anbietet, zeigt sich seine Schutzgöttin hilfsbereit. Daraufhin begibt sich Jarl Hákon zurück zu seinem Schiff und startet einen neuen Angriff gegen die Jomswikinger.
Im Laufe des Kampfes wird das Wetter immer schlechter, bis hin zum Schneesturm und einige der Jomswikinger nehmen Þorgerðr Hölgabrúðr im Heer Hákons wahr. Als der Schneesturm etwas nachlässt, ruft Hákon Þorgerðr Hölgabrúðr noch einmal an ihm zu helfen, er habe schließlich einige Opfer gebracht. Daraufhin stehen ihm Þorgerðr Hölgabrúðr und ihre Schwester Irpa erneut zur Seite. Nach und nach verlässt die Jomswikinger das Kampfglück, einige geben auf und kehren mit ihren Schiffen nach Dänemark zurück, da sie der Meinung sind, ihrem Schwur genüge getan zu haben. Vagn leistet jedoch weiter mit einigen Männern Widerstand. In der Nacht schaffen sie es sogar auf die Schäre zu entkommen.
Jarl Eiríkr entdeckt am nächsten Morgen die Leute auf der Schäre und lässt sie festnehmen. Die Jomswikinger sollen nun einer nach dem anderen enthauptet werden, aber jeder von ihnen erhält die Gelegenheit seine Todesverachtung zur Schau zu stellen, bevor er enthauptet wird. Nur Pálna-Tókis Enkel Vagn Ákason schafft es, seinen Henker zu töten und so werden er und die restlichen Jómswikinger von Jarl Eiríkr begnadigt.

## Überlieferung

### Text
Die Urfassung der Jómswikinger saga ist nicht erhalten. Es gibt mehrere unterschiedliche Fassungen der Saga, von denen fünf Quellenwert zugeschrieben wird. Davon sind vier auf Pergament, eine auf Papier überliefert:
- „Am 291 4to“: Sie gilt als die älteste. Sie befindet sich im Arnamagnäanischen Institut in Kopenhagen. Sie hat Árni Magnússon von Svein Torfason aus Bæ in Island erhalten. Ihr Alter ist ungewiss. Meist wird die Zeit zwischen 1220 und 1230 angenommen. Das Arnamagnæanische Institut nennt in seinem Katalog von 1889 S. 538 den Beginn des 14. Jahrhunderts. Am 291 besteht aus zwei Teilen. Der erste Teil mit sieben Kapiteln bietet die dänische Königsreihe bis Harald Blåtann, die Reise Jarl Håkons nach Dänemark, der Abfall des Jarls vom König und die missglückte erste Strafexpedition des Königs nach Norwegen. Der zweite Teil enthält in 39 Kapiteln die Geschichte der Jómswikinger von der Gründung der Jómsburg an bis zum Kriegszug der Jómswikinger nach Norwegen. Die Handschrift wurde erstmals 1828 publiziert. Die erste textgetreue Ausgabe von Carl Petersen erschien 1882. 1827 erschien eine deutsche Übersetzung von Ludwig Giesebrecht.[3]
- Die zweite Version befindet sich in der Flateyjarbók als Episode innerhalb der „Ólafs saga Tryggvasonar“. Umfang und Kapiteleinteilung entspricht im Wesentlichen „Am 291“. Einige Veränderungen ergeben sich aus der Einfügung in ein Sammelwerk. Aber es gibt auch einen Einschub über das Schicksal Búis in der Schlacht bei Hjørungavåg. Wegen der Ähnlichkeit wurde diese Ausgabe dazu verwendet, unleserliche Stellen in „Am 291“ zu rekonstruieren. Von dieser Ausgabe existieren eine Reihe Papierabschriften aus der Zeit um 1700.
- Die dritte Handschrift ist der „Codex Holmianus 7“, die auch „Stockholm perg 7 4:to“ (Sth.7) genannt wird. Dieser Text ist im Verhältnis zu den vorigen gekürzt. Er liegt in der Königlichen Bibliothek in Stockholm. Wo er entstanden ist, ist nicht bekannt. Er entstand wahrscheinlich am Anfang des 14. Jahrhunderts. Es gibt viele Papierabschriften aus dem 16. Jahrhundert. Der Text wurde erstmals 1824 publiziert, und 1924 wurde er als Nr. 19 der Thule-Ausgabe von Walter Baetke unter dem Titel „Die Geschichten von den Orkaden, Dänemark und der Jomsburg“ übersetzt.
- Die vierte Fassung ist „Am 510 4:to“. Diese Handschrift enthält nur den zweiten Teil der Saga, wie sie „Am 291“ eingeteilt hat. Auch in dieser Handschrift ist die Geschichte mit anderen Sagas zusammengebunden. Dieses Werk erhielt Árni Magnússon von Magister Jón Þorkelsson. Sie gilt als eine sehr junge Abschrift wohl aus dem Ende des 15. Jahrhunderts. Sie wurde erstmals 1815 unvollständig und 1879 buchstabengetreu publiziert. Auch von diesem Text gibt es viele Abschriften auf Papier. 1892 erschien eine freie Übersetzung von Ferdinand Khull unter dem Titel: Die Geschichte Palnatokis und der Jomsburger, Graz 1891, 1892. Die Überlieferungen in der Handschrift „AM 510“ sehen manche als Kombinationen der Fassungen „AM 291“, der Fagrskinna und der Heimskringla an.[1]
- Die fünfte Handschrift war die kürzeste Ausgabe beider Teile der Saga auf Latein von Arngrímur Jónsson, die von einer unbekannten norrönen Abschrift von Arild Huitfeld aus der zweiten Hälfte des 16. Jahrhunderts gefertigt wurde. Diese Übersetzung ging im Original verloren, ist aber in zwei Papierhandschriften aus dem 18. Jahrhundert erhalten. Wahrscheinlich ging die Originalhandschrift beim Kopenhagener Bibliotheksbrand von 1728 verloren. Er wurde 1877 textgetreu publiziert und 1957 noch einmal herausgegeben. Manche sehen auch sie als Kombinationen der Fassungen AM 291, der Fagrskinna und der Heimskringla an.[1]

Das sind die Ausgaben, die bei der Quellenkritik miteinander verglichen werden. Allerdings meint unter anderem Gustav Storm, dass es möglicherweise eine sechste Version gibt, nämlich die Übersetzung von Laurentz Hanssøn „Am 93 fol“. Dieser hatte 1549 den Auftrag erhalten, eine Übersetzung der norwegischen Königssagas ins Dänische zu fertigen. Dafür hatte er jedenfalls den Codex frisianus und die Heimskringla vorliegen. Aber Storm stellte Abweichungen fest, die er auf eine weitere, jetzt verlorene Quelle der Jómswikinger Saga zurückführte.

### Verfasser
Der Verfasser selbst ist nicht bekannt, aber es handelte sich offenbar um einen überzeugten Christen. Das wird aus folgenden Umständen geschlossen: Schon beim Begräbnisbier, bei dem die Jomswikinger schwören, nach Norwegen zu ziehen, wird der Toast auf Christus und St. Michael ausgebracht. In der Schlacht wird die Flucht der Jomswikinger einem Unwetter zugeschrieben, das verhindert, dass die Ehre ihres Anführers Sigvald Jarl durch die Flucht vermindert wird. Damit wird auch ein Widerspruch zum Heldenmut der (christlichen) Jómswikinger bei der späteren Hinrichtung am Strand vermieden. Gleichzeitig tritt Håkon Jarl in der Schlacht nicht sonderlich hervor, sondern bedient sich der Zauberei von zwei Göttinnen durch die Opferung seines Sohnes, was ihn nicht in positivem Licht erscheinen lässt. Sein Sieg ist nicht ehrenvoll. Der Verfasser war offenbar nicht dafür, dass der trøndersche Jarl Håkon in Norwegen die Regierung statt eines Mitgliedes der Familie Harald Hårfagres innehaben sollte.

## Gattungsfrage
Die Jómsvikinga saga lässt sich nicht mit hundertprozentiger Sicherheit in eine der Sagagattungen einordnen. Der erste þáttr der Saga könnte noch zu den Königssagas (isl. konungasögur) gezählt werden, da er hauptsächlich die Geschichte des dänischen Königshauses und dessen Verbindung zum norwegischen Königshaus, sowie den norwegischen Jarlen wiedergibt. Der zweite þáttr hingegen enthält einige Merkmale (der Kriegerbund, das übernatürliche Geschehen in der Schlacht von Hjörungavágr und das Gelübde der Wikinger mit dem darausfolgenden Heldentod einiger von ihnen), die diesen Teil der Jómsvíkinga saga eher den Vorzeitsagas (isl. fornaldarsögur) zuschreiben würde.
Heutzutage tendiert man eher dazu die Jómsvíkinga saga mit der Orkneyinga saga und der Færeyinga saga in eine eigene Untergruppe von Sagas mit politischem Inhalt zuzuordnen. Diese drei Sagas haben „vor allem inhaltliche Gemeinsamkeiten, darunter das Interesse für die politischen Konflikte, die aus dem Aufeinandertreffen von lokaler Häuptlingsgewalt und großräumiger Königsherrschaft resultieren.“

## Historizität derJómsvíkinga saga
Die Jómsvíkinga saga selbst kann, wie nahezu jede Saga, nicht als historische Quelle für die damaligen Ereignisse dienen. Es ist erwiesen, dass einige Figuren, die in der Jómsvikinga saga auftreten, historisch belegt sind, z. B. Haraldr blátönn und Ólafr Tryggvason. Historisch korrekt ist auch, dass es die Schlacht am Hjörungavágr gegeben hat und dass die Jomswikinger, soweit bekannt ist, an dieser Schlacht teilgenommen haben. Die Festung Jómsborg hat es wohl auch gegeben, da man an der Ostseeküste bei Ausgrabungen in Wollin Überreste einer Siedlung gefunden hat, die der Lage von Jómsborg entsprechen sollen. Der Gründer von Jómsborg, Pálna-Tóki, ist allerdings eine fiktive Gestalt.

## Dasnið-Motiv in derJómsvíkinga saga
Siehe Artikel Neidingswerk.
Als nið bezeichnet man im Allgemeinen die Ehrkränkung oder Schmähung eines Mannes in den altnordischen Sagas und auch Skaldengedichten. Dabei bezieht sich diese Schmähung oder Kränkung immer auf das Rollenverhalten des Mannes, verhielt sich dieser nach Auffassung der Gesellschaft nicht männlich genug (Feigheit, Verrat, Betrug oder „Gewalttaten, die aus verschiedenen Gründen für schmachvoller angesehen wurden als andere“) oder benahm sich nach damaligen Maßstäben pervers (Homosexualität) machte man ihn zum niðingr. Das nið-Motiv ist in der Jómsvíkinga saga deutlich am Tode König Haraldr Gormssons zu sehen, als Pálna-Tóki ihn erschießt. König Haraldr wärmt sich am Abend vor der Schlacht gegen Pálna-Tóki und dessen Gefolge am Feuer, er hat sich seiner Kleider entledigt und ist auf allen vieren am Feuer, sein Hinterteil in die Luft gereckt. Pálna-Tóki erschießt Haraldr aus dem Wald heraus. Die Beschreibung der Körperhaltung des Königs soll ihn als unmännlich darstellen und somit zum niðingr machen. Genau genommen fängt die Auseinandersetzung, die schließlich zu Haraldrs Tod führen wird, damit an, dass Fjölnir, der uneheliche Bruder Pálnirs (Pálna-Tókis Vater) und Ákis (Pálna-Tókis Onkel) aus Rache für das nichterhaltene Erbe König Haraldr durch Verleumdung dazu bringt, Áki zu töten. Und auch Pálna-Tóki wird später von König Haraldr provoziert bzw. begeht Haraldr „eine indirekte Form von nið“ in der Art, wie er Saum-Æsa behandelt und sich ihr und Pálna-Tóki gegenüber verhält.

## Die Göttinnen Þorgerðr Hölgabrúðr und Irpa
Þorgerðr Hölgabrúðr und Irpa stammen wahrscheinlich aus Hálogaland und wurden wohl vor allem dort verehrt. Zu welchen Göttinnen sie genau zu zählen sind, ist man sich bisher nicht einig, aber ihre vorherrschende Aufgabe war es wohl ihre Hilfe dadurch zu zeigen, dass sie Unwetter aufkommen lassen, zaubern oder aus allen Fingern Pfeile schießen.
Beide Schwestern sind „die Schutzgöttinnen der haleygischen Jarle“, da sie mit dem „mythischen Ahnherr (Hölgi) […] der Haleygjerjarle“ verwandt sind.
In verschiedenen Quellen heißt es, dass Þorgerðr Hölgis Tochter oder Braut war und Irpa ihre Schwester. Warum Þorgerðr Hölgis Tochter gewesen sein sollte erklärt allerdings nicht den Beinamen Hölgabrúðr (= Hölgis Braut). Über Irpa ist recht wenig bekannt, eigentlich nur dass sie die Schwester von Þorgerðr sei und dass die beiden Göttinnen immer zusammen auftreten.
In der Jómsvíkinga saga ruft Jarl Hákon, der berühmteste Nachfahr aus dem Stamm der haleygischen Jarle, die Göttinnen Þorgerðr Hölgabrúðr und Irpa um Hilfe an und opfert ihnen sogar seinen siebenjährigen Sohn, um die Schlacht am Hjörungavágr zu gewinnen. Und die beiden erscheinen dann in der für sie typischen Manier, indem sie Unwetter aufkommen lassen und die Jomswikinger aus jedem Finger mit Pfeilen beschießen.